# Фокусировка
Фокусировка (наводка на резкость) — процесс регулирования положения объектива или иной оптической системы для достижения совпадения плоскости сопряжённого фокуса с плоскостью фотоматериала, фотодатчика или сетчатки глаза наблюдателя. Для резкого отображения объектов, находящихся на разных дистанциях от объектива, необходимы его различные положения.
- Сильная фокусировка
- Слабая фокусировка
- Фиксированная фокусировка
- Автофокус
- Фокусировочный экран